# Partido Demócrata Cristiano (Bolivia)
Partido Demócrata Cristiano (PDC) es un partido político de Bolivia afín a las ideas humanistas cristianas e históricamente defensor de la democracia cristiana. Fue fundado el 6 de febrero de 1954 bajo el nombre de Partido Social Cristiano.

## Historia
Fue fundado el 6 de febrero de 1954 como Partido Social Cristiano (PSC), y adoptó su actual nombre en un congreso del partido en noviembre de 1964. Sus fundaciones intelectuales fueron centros de estudios de la doctrina social de la Iglesia, la Acción Católica Boliviana y "Humanismo Integral" (un centro de estudios sobre la filosofía de Jacques Maritain). Se mantiene como un partido "tercerista", señalando una "tercera vía" entre el capitalismo y el socialismo, una vía que aspiraba a consolidarse como más humana y verdaderamente democrática que otros sistemas sociopolíticos. El partido fue fundado por Remo di Natale, Benjamín Miguel Harb, Javier Caballero y Emanuel Andrade.
El Partido Demócrata Cristiano participó en las elecciones parlamentarias de 1958 y 1962, siendo en esta última en la que obtuvo su primer diputado, Benjamín Miguel Harb. Boicoteó las elecciones presidenciales de 1964 y 1966.
En 1967, el PDC formó parte del gobierno del presidente René Barrientos Ortuño, entregándole el ministerio del Trabajo y Seguridad Social. Cuando las fuerzas militares realizaron sangrientos allanamientos contra campamentos mineros, el Partido Demócrata Cristiano se vio forzado a abandonar dicho cargo en medio de rabia y vergüenza, lo que resultó en diversas divisiones internas. La organización juvenil del partido había estado descontenta con la filosofía de tercera vía durante un tiempo, y las invasiones a los campamentos mineros ayudaron a cristalizar su rebelión; ellos estaban a favor del socialismo revolucionario como una solución a los dilemas de Bolivia. A fines de los años 1960, la rama juvenil se escindió para formar el PDC Revolucionario, que posteriormente se convertiría en el Movimiento de Izquierda Revolucionaria (MIR). Varios miembros descontentos, incluyendo José Luis Roca García, también abandonaron el partido para unirse al breve gobierno nacionalista revolucionario del general Alfredo Ovando Candía entre 1969 y 1970.
Bajo la dictadura de Hugo Banzer los demócrata cristianos lucharon por los derechos humanos, las libertades fundamentales y la realización de elecciones, pero su presidente Benjamín Miguel Harb fue exiliado en 1974 y su secretario Félix Vargas fue forzado a dejar el país poco después.
El PDC participó de las elecciones generales de 1978, presentando como candidato presidencial al exministro de Defensa René Bernal Escalante, líder de la facción derechista que apoyó el régimen de Hugo Banzer. Después de la elección, René Bernal Escalante se separó del PDC y fundó la Unión Demócrata Cristiana.
Para las elecciones realizadas el 1 de julio de 1979, el partido se unió con el Movimiento Nacionalista Revolucionario (MNR), el Partido Revolucionario Auténtico (PRA), el Partido Comunista de Bolivia (Marxista-Leninista) (PCB-ML) y el Movimiento Revolucionario Túpac Katari (MRTK) para formar el Movimiento Nacionalista Revolucionario–Alianza. La Alianza presentó como candidato presidencial al líder del MNR, Víctor Paz Estenssoro, y el líder del PDC, Luis Ossio Sanjinés, como candidato vicepresidencial. En 1979 el partido obtuvo nueve escaños en la Cámara de Diputados y tres en el Senado.
En 1980 el partido formó parte de la coalición electoral Frente Democrático Revolucionario–Nueva Alternativa junto con la Alianza de la Izquierda Nacional (ALIN), el Partido Socialista-Aponte (PS-Aponte), la Ofensiva de la Izquierda Democrática (OID) y el Partido Obrero Revolucionario Trotskista-Posadista (POR-TP), apoyando al expresidente Luis Adolfo Siles Salinas, quien obtuvo pocos votos; el líder del PDC, Benjamín Miguel Harb, fue el candidato a vicepresidente.
Poco después de la restauración de la democracia, en noviembre de 1982, los demócrata cristianos formaron parte del gobierno de Hernán Siles Zuazo, pero abandonó la coalición en octubre de 1984.
El PDC participó de las elecciones generales de 1985, con Luis Ossio Sanjinés como candidato presidencial y Jaime Ponce García como candidato vicepresidencial, y obtuvo tres escaños en la Cámara de Diputados. A pesar de no ganar escaños legislativos como un aliado de la Acción Democrática Nacionalista en mayo de 1989, Luis Ossio Sanjinés fue elegido como vicepresidente de la República como resultado de su adherencia al pacto entre la ADN y el MIR (Acuerdo Patriótico) en agosto. El PDC realizó campaña como miembro del Acuerdo Patriótico en las elecciones de 1993.
El partido fue uno de los componentes fundadores de Poder Democrático Social (PODEMOS), para el cual prestó su registro electoral. Después de las elecciones de 2005, esta alianza lideró la oposición parlamentaria al gobierno de Evo Morales.
Actualmente el partido presenta 59 408 militantes registrados, según el Tribunal Supremo Electoral en noviembre de 2013.

## Resultados electorales

### Presidenciales
|  | 8.63 % |

|  | 35.89 % |

|  | 3.01 % |

|  | 1.60 % |

|  | 25.24 % |

|  | 21.05 % |

|  | 22.26 % |

|  | 28.59 % |

|  | 9.04 % |

|  | 8.77 % |

|  | 14.00 % |

|  | 32,10 % |

### Parlamentarias
|  | 35.89 % |

|  | 3.01 % |

|  | 1.60 % |

|  | 25.23 % |

|  | 21.05 % |

|  | 22.26 % |

|  | 28.59 % |

|  | 9.04 % |

|  | 8.78 % |

|  | 14.00 % |

|  | 32.10 % |

Corte Nacional Electoral